# Gåstjärnen (Sidensjö socken, Ångermanland)
Gåstjärnen är en sjö i Örnsköldsviks kommun i Ångermanland och ingår i Nätraåns huvudavrinningsområde.